# Чемпионат мира по волейболу среди женских клубных команд 2013
7-й чемпионат мира по волейболу среди женских клубных команд прошёл с 9 по 13 октября 2013 года в Цюрихе (Швейцария) с участием 6 команд. Чемпионский титул выиграла команда «Вакыфбанк» (Стамбул, Турция).

## Команды-участницы
«Волеро» (Цюрих, Швейцария) — команда страны-организатора;
«Вакыфбанк» (Стамбул, Турция) — победитель Лиги чемпионов ЕКВ 2013;
«Гуандун Эвергрэнд» (Гуанчжоу, Китай) — победитель чемпионата Азии среди клубных команд 2013;
«Юнилевер» (Рио-де-Жанейро, Бразилия) — победитель чемпионата Южной Америки среди клубных команд 2013;
«Кения Признс» (Найроби, Кения) — победитель Кубка африканских чемпионов 2013;
«Айова Айс» (Де-Мойн, США) — представитель NORCECA.

## Система проведения чемпионата
6 команд-участниц на предварительном этапе были разбиты на две группы. 4 команды (по две лучшие из групп) вышли в плей-офф и по системе с выбыванием определили призёров чемпионата.
За победы со счётом 3:0 и 3:1 команды получали по 3 очка, за победы 3:2 — по 2, за поражения — 2:3 — по 1, за поражения 0:3 и 1:3 очки не начислялись.

## Предварительный этап

### Группа A
| М | Команда             | 1   | 2   | 3   | И | В | П | С/П | О |
| - | ------------------- | --- | --- | --- | - | - | - | --- | - |
| 1 | «Волеро»            |     | 3:1 | 3:0 | 2 | 2 | 0 | 6:1 | 6 |
| 2 | «Гуандун Эвергрэнд» | 1:3 |     | 3:0 | 2 | 1 | 1 | 4:3 | 3 |
| 3 | «Кения Признс»      | 0:3 | 0:3 |     | 2 | 0 | 2 | 0:6 | 0 |

9 октября: «Гуандун Эвергрэнд» — «Кения Признс» 3:0 (25:14, 25:11, 25:13).
10 октября: «Волеро» — «Гуандун Эвергрэнд» 3:1 (26:24, 25:21, 29:31, 25:21).
11 октября: «Волеро» — «Кения Признс» 3:0 (25:17, 25:13, 25:6).

### Группа В
| М | Команда     | 1   | 2   | 3   | И | В | П | С/П | О |
| - | ----------- | --- | --- | --- | - | - | - | --- | - |
| 1 | «Вакыфбанк» |     | 3:1 | 3:0 | 2 | 2 | 0 | 6:1 | 6 |
| 2 | «Юнилевер»  | 1:3 |     | 3:0 | 2 | 1 | 1 | 4:3 | 3 |
| 3 | «Айова Айс» | 0:3 | 0:3 |     | 2 | 0 | 2 | 0:6 | 0 |

9 октября: «Юнилевер» — «Айова Айс» 3:0 (25:14, 25:16, 25:22).
10 октября: «Вакыфбанк» — «Айова Айс» 3:0 (25:16, 25:12, 25:17).
11 октября: «Вакыфбанк» — «Юнилевер» 3:1 (25:20, 25:18, 21:25, 25:18).

## Плей-офф

### Полуфинал
12 октября
«Вакыфбанк» — «Гуандун Эвергрэнд» 3:0 (28:26, 25:15, 25:20).
«Юнилевер» — «Волеро» 3:0 (25:23, 25:20, 25:16).

### Матч за 3-е место
13 октября
«Гуандун Эвергрэнд» — «Волеро» 3:1 (24:26, 25:23, 25:18, 25:21).

### Финал
| 13 октября 2013 | \| «Вакыфбанк» (Стамбул) \| 3:0 fivb.org \| «Юнилевер» (Рио-де-Жанейро) \| \| Гёзде Кырдар-Сонсырма (14) Йована Бракочевич (23) Бахар Токсой (4) Кристиане Фюрст (7) Наз Айдемир (3) Каролина Костагранде (5) Гизем Карадайи (л) Чагла Акын Гюльдениз Онал-Пашаоглу \| Голы \| Габи (10) Сара Павэн (8) Жусели (5) Фофао (1) Бранкица Михайлович (7) Карол (12) Фаби (л) Бруна Роберта Аманда \| | Цюрих «Saalsporthalle» Зрителей: 2000                                                                          |
| Счёт по партиям — 25:23, 27:25, 25:16. Время матча — 1 час 25 минут. Судьи: С.Санти, П.Шюрманн                                                                                        | | |
| «Вакыфбанк» (Стамбул) | 3:0 fivb.org | «Юнилевер» (Рио-де-Жанейро)                                                                                    |
| Гёзде Кырдар-Сонсырма (14) Йована Бракочевич (23) Бахар Токсой (4) Кристиане Фюрст (7) Наз Айдемир (3) Каролина Костагранде (5) Гизем Карадайи (л) Чагла Акын Гюльдениз Онал-Пашаоглу | Голы | Габи (10) Сара Павэн (8) Жусели (5) Фофао (1) Бранкица Михайлович (7) Карол (12) Фаби (л) Бруна Роберта Аманда |

## Итоги

### Положение команд
| «Вакыфбанк» (Стамбул)          |
| «Юнилевер» (Рио-де-Жанейро)    |
| «Гуандун Эвергрэнд» (Гуанчжоу) |
| 4. «Волеро» (Цюрих)            |
| 5—6. «Айова Айс» (Де-Мойн)     |
| 5—6. «Кения Признс» (Найроби)  |

### Призёры
«Вакыфбанк» (Стамбул): Гёзде Кырдар-Сонсырма, Гизем Карадайи, Кюбра Акман, Йована Бракочевич, Гюльдениз Онал, Бахар Токсой, Елена Николич, Кристиане Фюрст, Чагла Акын, Полен Услупехливан, Наз Айдемир, Каролина Костагранде. Главный тренер — Джованни Гуидетти.
  «Юнилевер» (Рио-де-Жанейро): Габриэла Брага Гимарайнс (Габи), Сара Павэн, Режиане Бидиас (Режис), Жусели Кристина Баррето (Жусели), Элиа Рожериу ди Соуза (Фофан), Аманда Франсиско (Аманда), Бруна Онорио да Силва (Бруна), Бранкица Михайлович, Роберта Силва Ратцке (Роберта), Фабиана Оливейра (Фаби), Ана Каролина да Силва (Карол), Наташа Фаринеа (Наташа). Главный тренер — Бернардо Резенде (Бернардиньо).
  «Гуандун Эвергрэнд» (Гуанчжоу): Джулиан Фосетт, Чжу Тин, Ван Нань, Шэнь Цзинси, Ян Цзюньцзин, Мартина Гуиджи, Чжэн Чуньлэй, Чжан Сянь, Меган Ходж, Сюй Юньли, Хуэй Жоци, Ван Тин. Главный тренер — Лан Пин.

### Индивидуальные призы
MVP: Йована Бракочевич («Вакыфбанк»)
Лучшая связующая: Шэнь Цзинси («Гуандун Эвергрэнд»)
Лучшая диагональная: Сара Павэн («Юнилевер»)
Лучшие доигровщики: Кения Каркасес («Волеро»), Гёзде Кырдар-Сонсырма («Вакыфбанк»)
Лучшие центральные блокирующие: Кристиане Фюрст («Вакыфбанк»), Карол («Юнилевер»)
Лучшая либеро: Юко Сано («Волеро»)